# Cyrtopogon oasis
Cyrtopogon oasis is een vliegensoort uit de familie van de roofvliegen (Asilidae). De wetenschappelijke naam van de soort is voor het eerst geldig gepubliceerd in 1998 door Pavel Lehr.